# Axel Vater
Axel Vater (* 19. Juni 1949 in Görlitz; † 5. Juni 2014) war ein in Nordrhein-Westfalen lebender bildender Künstler. 1975 wurde er mit dem Kunstpreis der Künstler bei der Großen Kunstausstellung NRW Düsseldorf geehrt. Seit 1976 war er Jurymitglied dieser Ausstellung. Axel Vater ist in vielen Museen vertreten, unter anderem im Museum Schloss Moyland, Sammlung van der Grinten.

## Künstlerischer Werdegang
Axel Vater übersiedelte im Jahr 1959 nach Westdeutschland. Dort besuchte er die Schule in Solingen mit dem Abschluss der Mittleren Reife. Anschließend studierte er von 1967 bis 1971 an der Staatlichen Kunstakademie Düsseldorf in der Abteilung Bühnenkunst bei Teo Otto und Wolf Jürgen Seesselberg. Im Jahr 1971 wurde er zum Meisterschüler ernannt.
In der Spielzeit Sommer 1971 war Vater Bühnenbildner und Assistent am Sommertheater in Winterthur. Zwischen 1971 und 1973 schloss er ein Studium der freien Kunst an der Staatlichen Kunstakademie Düsseldorf bei Rolf Crummenauer an. Im Jahr 1973 heiratete er die Biologin Beatrix Dobberstein. Seit 1973 war Vater als freischaffender Künstler in Düsseldorf ansässig.
Im Jahr 1975 wurde er mit dem Kunstpreis der Künstler anlässlich der 25. Winterausstellung Düsseldorf (jetzt Große Kunstausstellung NRW Düsseldorf) ausgezeichnet. Seit 1976 war Vater in unregelmäßigen Abständen Jurymitglied der Winterausstellung Düsseldorf. Seit 1979 war er als freischaffender Künstler in Krefeld tätig. Zwischen 1984 und 1996 war er stellvertretender Vorsitzender des Vereins zur Veranstaltung von Kunstausstellungen und des Vereins der Düsseldorfer Künstler. Seit 1985 war Vater Mitorganisator der Großen Kunstausstellung NRW Düsseldorf und seit 1985 bei der Kataloggestaltung des jährlichen Ausstellungskataloges dieser Kunstausstellung tätig.
Im Jahr 1992 war er Gastkonservator für die Ausstellung Enigma in der Bergkerk in Deventer. Seit 1993 war Vater Jurymitglied und Mitorganisator der Kunstmesse Huntenkunst in Doetinchem. Zwischen 2004 und 2008 war er Vorsitzender des Vereins zur Veranstaltung von Kunstausstellungen und Leiter der Großen Kunstausstellung NRW Düsseldorf. Er war auch Vorstandsmitglied des Fördervereins Museum Schloss Moyland.

## Arbeitsbereiche
Axel Vater beschäftigte sich vorrangig mit Graphik, Druckgraphik, Malerei, Plastik und Objekt sowie Collage und Foto. Diese Techniken wurden teilweise miteinander verbunden und überlagert. Seit 1990 setzte er sich in erster Linie mit Collage, Objekt (Bildkästen), Photographie und Malerei auf Papier auseinander.